# 朱超石
朱超石（?—418年），是朱齡石之弟。東晉、南朝人。
時为河东太守。歷官中书侍郎，封兴平县候。官至寧朔將軍。東晉义熙十三年，刘裕伐姚秦，北魏明元帝派长孙嵩率兵阻拦，朱超石率两千兵士並携帶大弩百张至畔城，他先以软弓小箭射向魏军，向其示弱。魏軍果然中計，长孙嵩率三万骑兵猛攻晋军。這時朱超石下令換大弩猛攻，一舉擊敗北魏聯軍，魏軍退至畔城，朱超石和胡籓等率骑兵追击，斬獲千計。
後來與其兄朱齡石棄守長安後被夏國軍隊擊敗，被俘殺。